# Joan Baptista Reverter
Joan Baptista Reverter fou un dels membres de la Junta Reial d'Estat creada temporalment per l'arxiduc Carles III quan tot just va entrar a Barcelona després del setge del 1705.
Va néixer a Barcelona a mitjan segle xvii. Va estudiar dret i va esdevenir doctor en dret i catedràtic de la Universitat de Barcelona. Va contraure matrimoni amb Clara Ferrer i Pallarès i, per raó de matrimoni, va esdevenir cunyat de Manuel Ferrer i Sitges.
Va ésser distingit amb el privilegi de ciutadà honrat de Barcelona i va destacar com a jurista. Va ser membre del Consell de Cent i en va ser assessor en diverses ocasions. L'any 1696 es va oposar al govern del virrei comte de la Corzana. Durant el bienni 1701-1702 era conseller del braç militar i va formar part de la comissió que va anar a expressar al rei Felip V el desacord amb el nomenament del virrei Velasco abans d'haver jurat les Constitucions de Catalunya. L'any 1703 va ser membre de la comissió encarregada de fer respectar les lleis catalanes davant de les arbitrarietats de l'administració borbònica, cosa que li va ocasionar la desinsaculació per part del virrei Velasco i un desterrament forçós a l'Aragó.
Arribat l'arxiduc Carles d'Àustria a Barcelona i proclamat com a rei, Joan Baptista Reverter va esdevenir una de les figures claus de l'administració civil del seu regnat. El 28 d'octubre de 1705 va esdevenir membre de la Junta Reial d'Estat, juntament amb Manuel Sanjust i de Pagès, Bonaventura de Lanuza, Pere de Torrellas, Josep de Pinós, Francesc de Blanes Carrós i Josep Terré i Granollacs. Va ser nomenat jutge del Reial Consell de la Batllia General i membre de la Junta de Mitjans o Junta Superior d'Hisenda, que es dedicava a rebre préstecs de particulars per subvenir les necessitats de la guerra. Integraven també la Junta de Mitjans Francesc de Blanes Carrós, comte de Centelles; Pere de Torrellas i Sentmenat; Josep Oliver; Francesc Gallart i Pastor, conseller segon de Barcelona; el príncep Antoni de Liechtenstein i Francesc Dorda, abat del Monestir de Santa Maria de Poblet.
L'any 1706 Joan Baptista Reverter va ésser nomenat cavaller pel rei Carles. Al mateix temps va esdevenir el responsable de la Seca Reial, és a dir, de la fàbrica de moneda per facilitar la paga dels soldats i comptar, pesar i rebre la moneda.
Acabada la Guerra de Successió Espanyola, Joan Baptista Reverter va haver de patir la confiscació dels seus béns per part de l'administració borbònica, com també la seua família (apareix en la llista de Sujetos que más se demostraron en las conmociones de Cataluña a favor del Sr. Archiduque i en la que es determinava el producte líquid de les seues propietats confiscades). El seu fill, el doctor Ignasi de Reverter i de Ferrer, cavaller, va ésser nomenat racional de la Diputació del General l'any 1710. Acabada la Guerra de Successió, es va exiliar i l'any 1734 figurava com a conseller del Consell de Nàpols.